# Úcta k Panně Marii v katolické církvi
Úcta k Panně Marii v katolické církvi zahrnuje různé pobožnosti, které zahrnují modlitby, zbožné úkony, výtvarné umění, poezii a hudbu jí věnovanou. Papežové ji podporovali a zároveň podnikali kroky k reformě některých jejích projevů. Svatý stolec zdůrazňoval, že je důležité rozlišovat „pravou zbožnost od falešné a autentickou nauku od jejích deformací způsobených excesy nebo vadami“. Mezi římskými katolíky existuje podstatně více titulů, svátků a mariánských úctyhodných praktik než v jiných západních křesťanských tradicích. Termín hyperdulie označuje zvláštní úctu, která náleží Marii, větší než běžná dulie pro ostatní světce, ale zcela odlišnou od latrie, která náleží pouze Bohu.
Víra ve vtělení Božího Syna skrze Pannu Marii je základem pro její označení za Matku Boží, které bylo prohlášeno za dogma na koncilu v Efezu v roce 431. Na Druhém vatikánském koncilu a v encyklice Redemptoris Mater papeže Jana Pavla II. se o ní hovoří také jako o Matce církve.
Nárůst mariánské úcty a mariologie v římskokatolické církvi často nevycházel z oficiálních prohlášení, ale z mariánských spisů svatých, lidové zbožnosti a někdy i z hlášených mariánských zjevení. Svatý stolec schvaluje jako hodné víry jen některé vybrané, naposledy v roce 2008 schválil některá zjevení z roku 1665.
Další zbožná úcta k Marii podporovaná papeži se projevuje v kanonických korunovacích udělovaných lidovým mariánským obrazům uctívaným v určité lokalitě po celém světě, zatímco mariánská hnutí a spolky s miliony členů vznikly z víry v události jako Guadalupe, Lurdy, Fátima, Akita a z dalších důvodů.

## Od Krista k Panně Marii v římskokatolické tradici
V římskokatolickém učení je uctívání Marie přirozeným důsledkem christologie: Ježíš a Maria jsou syn a matka, vykupitel a vykoupená. Tento názor vyjádřil papež Jan Pavel II. ve své encyklice Redemptoris mater: „V centru tohoto tajemství, uprostřed tohoto zázraku víry, stojí Maria. Jako milující Matka Vykupitele jej zakusila jako první: ,K úžasu přírody jsi porodila svého Stvořiteleʻ“.
V římskokatolické tradici je mariologie chápána jako christologie rozvinutá do svého plného potenciálu. Maria je vnímána jako přínos k plnějšímu pochopení Ježíšova života. V tomto pojetí není christologie bez Marie založena na úplném biblickém zjevení. Stopy tohoto paralelního výkladu sahají až do počátků křesťanství a od té doby se na něj zaměřili četní světci.
Vývoj tohoto přístupu pokračoval i ve 20. století. Mariolog Gabriel Roschini ve své publikaci Compendium Mariologiae z roku 1946 vysvětlil, že Maria se nejen podílela na narození fyzického Ježíše, ale spolu s početím s ním vstoupila do duchovního spojení. Boží plán spásy, který není pouze materiální, zahrnuje i trvalou duchovní jednotu s Kristem. Joseph kardinál Ratzinger (pozdější papež Benedikt XVI.) napsal: „Je třeba se vrátit k Marii, chceme-li se vrátit k oné ,pravdě o Ježíši Kristuʻ, ,pravdě o církviʻ a ,pravdě o člověkuʻ, kterou Jan Pavel II. navrhl jako program pro celé křesťanství,“ aby byl zajištěn autentický přístup ke kristologii prostřednictvím návratu k „celé pravdě o Marii“.

## Od úcty k teologii
Je možné, že praxe vzývání pomoci Kristovy Matky se stala věřícím známější nějakou dobu předtím, než se o ní vyjádřili ve spisech raných církevních otců. Láska křesťanů k Panně Marii intuitivně, často v předstihu, vystihovala určité aspekty tajemství Panny Marie a upozorňovala na ně teology a pastýře. Úcta a zbožnost často předcházely formálním teologickým prohlášením Magisteria.
Úcta k Panně Marii probíhá různými způsoby. Mariánské modlitby a chvalozpěvy obvykle začínají jejím uctíváním (poctou), po němž následují prosby. Počet mariánských titulů od 3. století stále narůstal a do 5. století existovalo mnoho titulů, které vzrostly zejména ve středověku.

### Teologický základ pro mariánskou úctu
Úcta k Panně Marii vychází ze zmínky v Lukášově evangeliu o Marii jako o vyvolené služebnici Páně, kterou Alžběta i anděl Gabriel pozdravují a chválí. Boží působení je dále osvětleno v mariánských dogmatech římskokatolické církve, jako jsou Neposkvrněné početí a Nanebevzetí Panny Marie, a jsou podle římskokatolického názoru součástí apoštolské tradice a Božího zjevení. Katolíci rozlišují mezi úctou od bohoslužbou.

### Mariina role v dějinách spásy a vykoupení

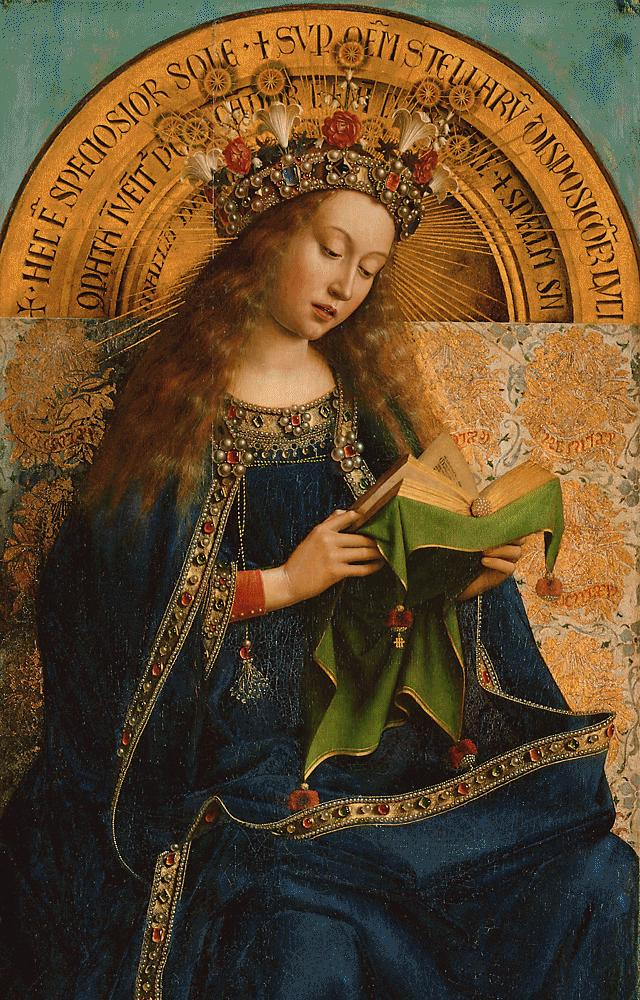
Panna Maria z oltářního obrazu z Gentu, 1432

Jednou ze složek katolické úcty k Panně Marii je důraz na její účast na dějinách spásy a vykoupení. Touto problematikou se zabývali například Edward Schillebeeckx a Adrienne von Speyr.
Janovo evangelium zaznamenává její přítomnost na začátku a na konci Ježíšova veřejného života. Zvláště významná je Mariina přítomnost u kříže, kdy od svého umírajícího Syna přijala pověření být matkou milovaného učedníka. Katolíci to vykládají tak, že skrze učedníka Kristus předává péči o Marii všem křesťanům. Skutky apoštolů výslovně počítají Ježíšovu Matku mezi ženy prvního společenství, které čekalo na Letnice. Jan Eudes napsal, že: „Panna Maria začala spolupracovat na plánu spásy od chvíle, kdy dala svůj souhlas k vtělení Božího Syna“.
Lumen gentium, dogmatická konstituce Církve z roku 1964, uznává, že „veškerý spásný vliv Panny Marie na lidi nepochází z nějaké vnitřní nutnosti, ale z Božího zalíbení. Vyplývá z přebytku Kristových zásluh, spočívá na jeho prostřednictví, je na něm zcela závislý a čerpá z něj veškerou svou sílu.“ Svou poslušností, vírou, nadějí a horoucí láskou mimořádným způsobem spolupracovala na Spasitelově díle, aby duším vrátila nadpřirozený život. „Proto je naší matkou v řádu milosti“.
Jedním z prvních učenců, kteří nabídli teologické základy tématu Neposkvrněného početí, byl františkán Duns Scotus, který rozvinul myšlenku, že Maria byla uchráněna hříchu díky Ježíšově vykupitelské ctnosti. Úcta k Panně Marii a její uctívání se dále šířily, protože začala být vnímána jako pomocná matka křesťanů, a v 15. století tato praxe ovlivnila mnoho katolických pobožností.
Veronika Giulianiová vyjádřila, jak Mariino utrpení na Kalvárii spojilo její srdce s Ježíšovým, když spolu s ním prožívala jednotlivá muka. Společnou úctu k srdcím formalizoval Jan Eudes, který uspořádal biblické a teologické základy a rozvinul její liturgická témata. Úcta ke sjednocení obou srdcí pokračovala i v průběhu staletí a v roce 1985 papež Jan Pavel II. zavedl termín „Spojení srdcí Ježíše a Marie“ a v roce 1986 promluvil na mezinárodní konferenci na toto téma, která se konala v portugalské Fátimě.
V 18. století pokračoval růst mariánské úcty, která zdůrazňovala roli Panny Marie ve spáse. Katolický důraz na roli Panny Marie ve spáse a vykoupení pokračoval v roce 1987, kdy papež Jan Pavel II. vydal encykliku Redemptoris mater.

### Maria jako mistrovské Boží dílo
Katechismus katolické církve v paragrafech 721–726 uvádí, že Maria je prvním příbytkem Boha v dějinách spásy. Jako taková je mistrovským Božím dílem a počátkem toho, že Bůh uvádí lidstvo do společenství s Ježíšem. V Mariině lůně je Ježíš zjevením Božích zázraků, naplněním Božího plánu láskyplné dobroty a definitivní teofanií. Jako taková je Maria charakterizována hořícím keřem v knize Exodus a moudrostí v knize Přísloví.

### Maria jako ochránkyně a přímluvkyně
Viz též: Matka církve

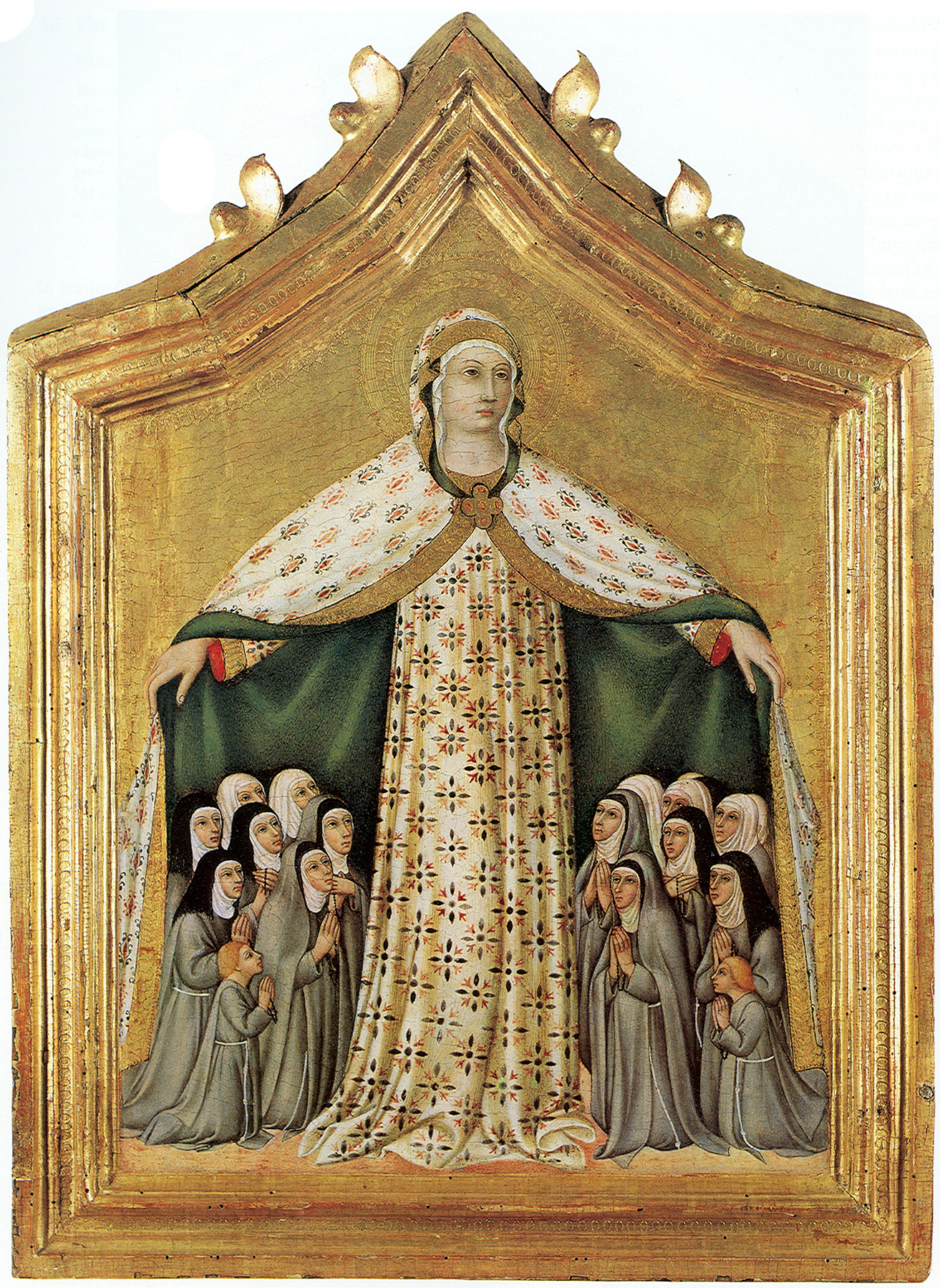
Milosrdná Panna Maria chránící skupinu řeholnic pod svým pláštěm. Sano di Pietro, 15. století

Na Mariinu přímluvu a ze soucitu s hostiteli na svatební hostině v Káni Galilejské učinil Ježíš svůj první zázrak.
Katechismus katolické církve uvádí: „Od nejstarších dob byla Panna Maria poctěna titulem ,Matka Božíʻ, pod jejíž ochranu se věřící utíkají ve všech svých nebezpečích a potřebách.“ Východní katolické církve slaví v říjnu svátek Přímluvy Panny Marie.
Římskokatolický pohled na Pannu Marii jako na útočiště a ochránkyni hříšníků, ochránkyni před nebezpečím a mocnou přímluvkyni u svého Syna Ježíše je vyjádřen v modlitbách, uměleckých vyobrazeních, teologii, populárních a zbožných spisech, stejně jako v používání náboženských předmětů a obrazů. Nejstarší známá modlitba k Panně Marii, Sub tuum praesidium („Pod tvou ochranou“), pochází přibližně ze 3. století.
Umělecká vyobrazení Panny Marie Milosrdné zobrazují Marii jako ochránkyni křesťanů, která je chrání pod svým pláštěm. Vyobrazení Panny Marie Milosrdné někdy zahrnují šípy pršící shora, přičemž Panna Marie svým pláštěm chrání lidi.
Katolíci od středověku stále hledali ochranu u Marie jako Matky bolestné a spoléhali na její přímluvu jako Královny nebes. Na základě tohoto vnímání svěřovali papežové Panně Marii pod ochranu konkrétní kauzy. Papež Benedikt XV. svěřil ochranu světa na přímluvu Marie Královny míru během první světové války.
Rytířský řád Panny Marie Milosrdné (Mercedariáni), známý také jako řád Panny Marie Výkupné nebo Řád vykoupení zajatých, vznikl ve 13. století v Aragonském království (Španělsko), aby vykupoval zajaté křesťany (otroky) držené v rukou muslimů. Ve 21. století se řád zaměřuje na roli Panny Marie jako ochránkyně zajatců a vězňů.
Vyobrazení Panny Marie Mořeplavecké (Pomocnice námořníků) vznikla na základě modliteb a pobožností portugalských mořeplavců, kteří považovali Pannu Marii za svou ochránkyni při bouřích a jiných nebezpečích. Modlitby k Panně Marii Mořeplavecké jsou dobře známy v Jižní Americe, zvláště v Brazílii, kde je její svátek 2. února oficiálním svátkem. Panna Marie Mořeplavecká, zobrazující lodě pod jejím pláštěm, je nejstarší známou malbou, jejímž námětem je objevení Ameriky.

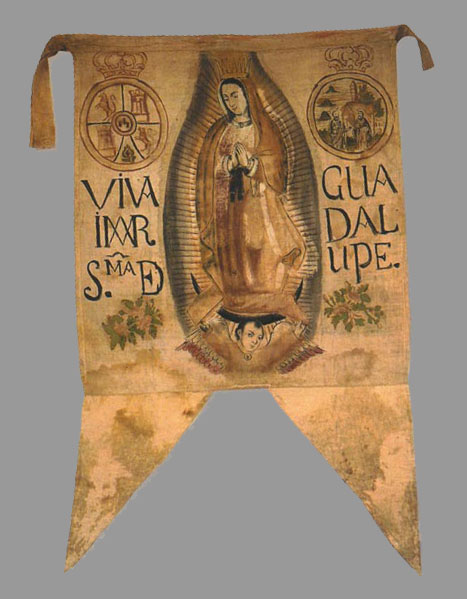
„Guadalupská vlajka“ Miguela Hidalga z roku 1810

Miguel Hidalgo i Emiliano Zapata vyvěsili vlajky s Pannou Marií Guadalupskou jako svou ochránkyní a Zapatovi muži nosili guadalupský obraz na krku a na sombreru. V roce 1979 papež Jan Pavel II. svěřil Mexiko pod ochranu Panny Marie Guadalupské.
Začíná modlitba Memorare: „Pamatuj, nejmilostivější Panno Maria, že nikdy nebylo známo, že by někdo, kdo se utíkal pod tvou ochranu, prosil tě o pomoc nebo hledal tvou přímluvu, zůstal bez pomoci.“
Ludvík z Montfortu učil, že Bůh ustanovil Marii za „rozdavatelku milosti“, a aby člověk mohl přijmout milost od Boha, může ji přijmout skrze ruce Panny Marie, jako ji dítě přijímá od matky. Lumen gentium k tomu říká: „To je však třeba chápat tak, že to důstojnosti a účinnosti Krista, jediného Prostředníka, nic neubírá ani nepřidává“.
Papež František řekl, že „celý její život byl obsažen v její písni chvály“ velikosti Pána. František se dále svěřil, že u mariánských svatyní rád
tráví čas pohledem na Matku Boží a nechává ji, aby se dívala na mě. Modlím se za dětskou důvěru, důvěru chudých a prostých, kteří vědí, že jejich matka je tam a že mají místo v jejím srdci. A při pohledu na ni znovu uslyšet, jako indián Juan Diego: „Můj nejmladší synu, co se děje? Nenech se tím zneklidnit. Cožpak tu nejsem já, která mám tu čest být tvou matkou?“

### Vývoj mariánských nauk
Teologický vývoj úcty k Marii začíná u Justina Mučedníka (100–165), který vyjádřil Mariinu roli v dějinách spásy jako druhé Evy. Na něj navázal Irenej, kterého Herbert Thurston nazývá „prvním teologem Panny Marie“.
Magisterium katolické církve označilo čtyři nauky o Marii za dogmata víry. Patří mezi ně víra v její panenské početí Ježíše, o kterém učil první nicejský koncil v roce 325. Efezský koncil v roce 431 pro ni použil označení „Matka Boží“ (Theotokos). O věčném panenství Marie učil ekumenický Druhý konstantinopolský koncil v roce 553, který ji označil za „věčně panenskou“, a vyjádřil ho také lateránský synod v říjnu 649. Učení o neposkvrněném početí říká, že Maria byla od prvního okamžiku své existence bez prvotního hříchu. Toto učení vyhlásil papež Pius IX. v roce 1854 jako dogma ex cathedra. Dogma o Nanebevzetí Panny Marie, definované papežem Piem XII. v roce 1950, říká, že na konci jejího pozemského života její tělo neutrpělo zkázu, ale bylo přijato do nebe a stalo se nebeským tělem.

### Liturgické aspekty
V prvních třech stoletích se kladl důraz na uctívání mučedníků v návaznosti na každoroční oslavy jejich smrti, jak je uvedeno např. v raně křesťanském textu o Polykarpově mučednické smrti.
Ve východních tradicích se mariologie rozvíjela prostřednictvím liturgické úcty v rámci svátků souvisejících s Vtělením. Na počátku 3. století zaznamenal Hippolyt Římský první liturgickou zmínku o Panně Marii jako součást obřadu svěcení biskupa. Mariánské svátky se objevily ve 4. století a svátek „Památky Marie, Matky Boží“ se slavil 15. srpna v Jeruzalémě do roku 350.
Římskokatolická liturgie je jedním z nejdůležitějších prvků mariánské úcty. Mnohé mariánské svátky jsou nadřazeny svátkům ostatních světců. Všechny liturgické texty mariánských svátků spojují Marii s Ježíšem Kristem.

## Historie

### Raná úcta

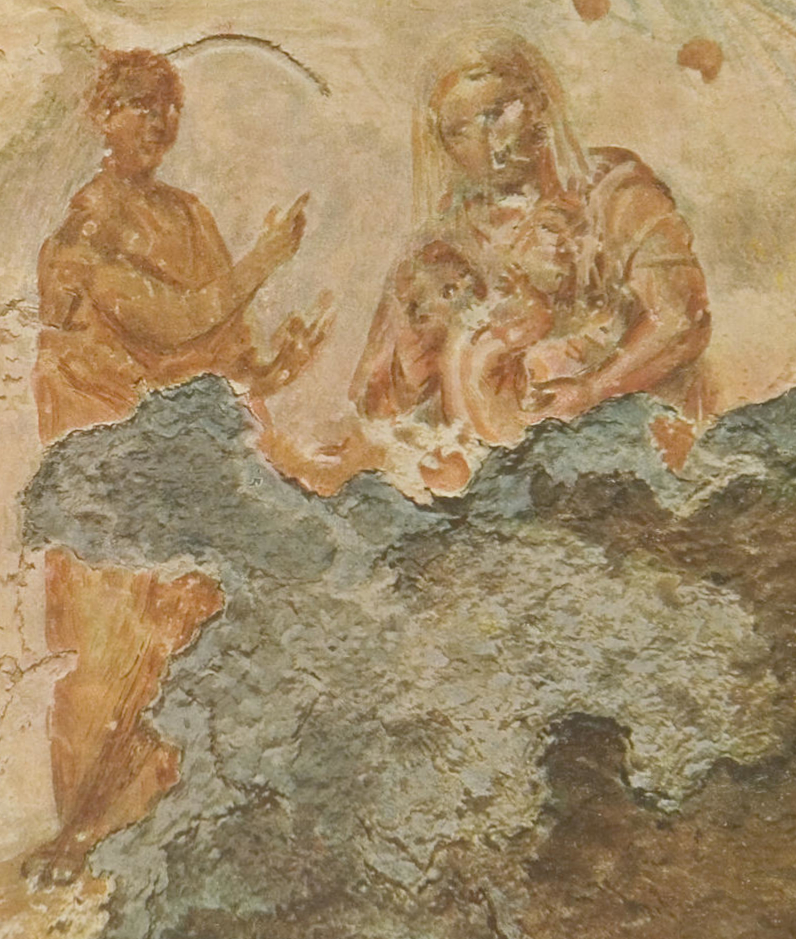
Nejstarší freska Panny Marie, Priscilliny katakomby, 2. století.

Marie jako Ježíšova matka je doložena v římských katakombách: malby z první poloviny 2. století ji zobrazují, jak drží v náručí Dítě Krista. Při vykopávkách v kryptě baziliky svatého Petra byla objevena velmi raná freska, na níž je Marie zobrazena spolu se svatým Petrem. V římských Priscilliných katakombách jsou zobrazeny nejstarší mariánské malby z poloviny 2. století: Maria je zobrazena s Ježíšem na klíně; stojí vedle muže v tunice, který v levé ruce drží knihu a pravou rukou ukazuje na hvězdu nad hlavou, což je starozákonní symbol mesiášů a/nebo Mesiáše. V těchto katakombách je také vyobrazeno Zvěstování. Edikt milánský (313 n. l.) povolil křesťanům veřejnou bohoslužbu. Tato nová svoboda umožnila také literární rozvoj úcty k Marii, jejímž příkladem je Hippolyt Římský. Ambrož, který žil v Římě, než odešel do Milána jako jeho biskup, uctíval Marii jako příklad křesťanského života a připisuje se mu, že ve 4. století zahájil mariánský kult panenství.
Mariánská úcta byla teologicky posvěcena přijetím titulu Theotokos na koncilu v Efezu v roce 431. První známé kostely zasvěcené Panně Marii byly postaveny krátce po tomto datu, mezi nimi i kostel Sídla Panny Marie (Kathisma) u kláštera Mar Elias mezi Jeruzalémem a Betlémem. První mariánské kostely v Římě pocházejí z 5. a 6. století: Santa Maria v Trastevere, Santa Maria Antiqua a Santa Maria Maggiore. Úplně nejstarší kostel zasvěcený Panně Marii však pochází ještě z konce 4. století v Sýrii, kde byl mezi troskami nalezen nápis zasvěcený Theotokos (Matce Boží).

### Růst mariánské kultury

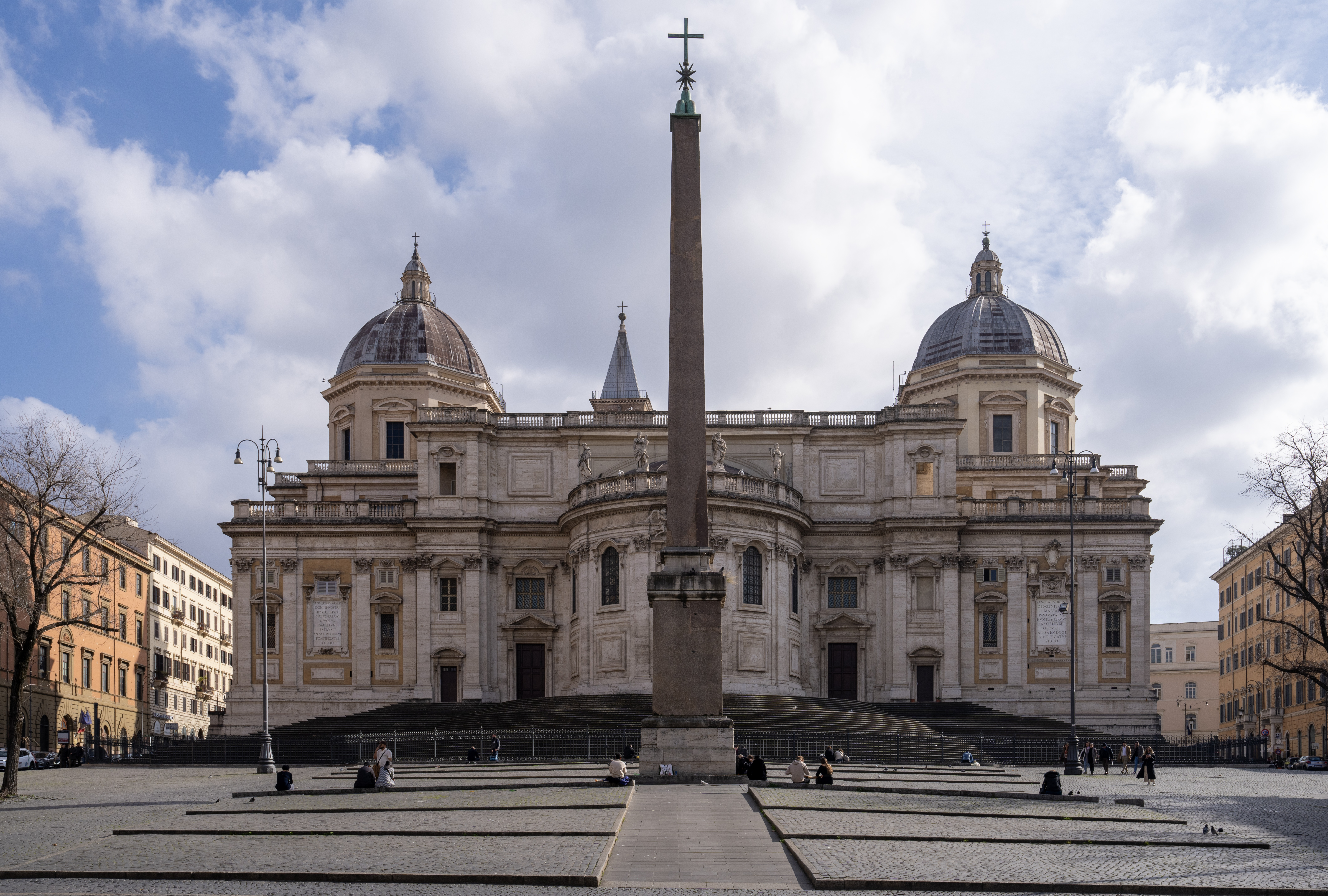
Santa Maria Maggiore, první mariánský kostel v Římě, původně postavený v letech 430 až 440.

V raném středověku se úcta k Marii projevovala zejména v klášterech, zejména benediktinských. Vznikly zpěvy jako Ave Maris Stella a Salve Regina, které se staly základem klášterního duchovního zpěvu. V 8. století se z praxe mnichů při modlitbě kanonických hodin vyvinulo Malé oficium Panny Marie. Karolinci podporovali mariánskou zbožnost slavením mariánských svátků a zasvěcováním kostelů k její poctě. Zbožné praxe přibývalo.
V románském období byly postaveny významné mariánské kostely, například katedrála ve Speyeru (známá také jako Mariendom) v německém Špýru a katedrála Panny Marie Flanderské v belgickém Tournai. Od roku 1000 bylo Marii zasvěceno stále více kostelů, včetně mnoha největších evropských katedrál. Gotické katedrály, jako například Notre Dame de Paris a také Panna Maria v Chartres u Paříže, byly významnými mistrovskými díly té doby. Výstavba katedrály Santa Maria Assunta v italské Sieně a katedrály Notre-Dame v Lucemburku zvýšila počet kostelů zasvěcených Panně Marii.
Ve 12. a 13. století došlo v západní Evropě k mimořádnému rozvoji kultu Panny Marie, který byl částečně inspirován spisy teologů, jako byl Bernard z Clairvaux. Toto hnutí našlo svůj nejvelkolepější výraz ve francouzských katedrálách, často zasvěcených „Panně Marii“, jako jsou mimo jiné Notre-Dame de Paris a Notre-Dame de Bayeux, Walsingham a další mariánská poutní místa si vytvořila velké lidové příznivce. Na vrcholu poutního hnutí v 11. a 12. století putovaly stovky lidí téměř neustále od jedné mariánské svatyně k druhé.
Ve 14. století se Panna Maria stala velmi populární jako soucitná přímluvkyně a ochránkyně lidstva a během velkých morových epidemií (např. černé smrti) se u ní hledala pomoc proti spravedlivému Božímu soudu. V renesanci došlo k dramatickému nárůstu mariánské úcty.
V 16. století protestantská reformace vyvolala v Evropě vlnu odporu vůči mariánské úctě. Ve stejné době se však v Latinské Americe začaly objevovat nové mariánské pobožnosti založené na údajném vidění Panny Marie Guadalupské, které v roce 1531 zaznamenal Juan Diego. Následné mariánské poutě pokračují i ve 21. století a mariánská bazilika na kopci Tepeyac zůstává nejnavštěvovanější katolickou svatyní na světě. V 17. a 18. století spisy světců spolu s papežskými pobídkami zvýšily růst mariánské úcty a daly podnět k definování a vyhlášení nových mariánských nauk.
V katolické církvi se nadále rozvíjí mariánská kultura. V roce 1974, po čtyřech letech příprav, vydal papež Pavel VI. apoštolský list Marialis cultus. V tomto dokumentu (s podtitulem Za správné uspořádání a rozvoj úcty k Panně Marii) Pavel VI. pojednal nejen o historii mariánské úcty, ale také podal přehled jejích důvodů a návrhy na její další směřování, její teologickou a pastorační hodnotu. Vyzval k tomu, aby se „zabránilo jakýmkoli tendencím (jak se to občas dělo v některých formách lidové zbožnosti) oddělovat úctu k Panně Marii od jejího nezbytného referenčního bodu – Krista“ (MC, 4), a to v návaznosti na obrat, který nastal na II. vatikánském koncilu po století zvýšeného důrazu na úctu k Panně Marii. Koncilní dokument Sacrosanctum Concilium se snažil dát návod, jaké místo mají pobožnosti v křesťanské zbožnosti: Nařídil, že „pobožnosti mají být sestaveny tak, aby ladily s liturgickými obdobími, byly v souladu s posvátnou liturgií, nějakým způsobem z ní vycházely a vedly lidi k ní, neboť liturgie ve skutečnosti svou povahou daleko převyšuje kteroukoli z nich“ (SC, 13).

## Katoličtí svatí a úcta k Panně Marii
Hlavní článek: Mariologie svatých
Římskokatolická zbožnost se v průběhu dějin opírala o spisy mnoha světců, kteří potvrzovali ústřední roli Marie v Božím plánu spásy.
K prvním světcům patřil ve 2. století Irenej z Lyonu, který snad jako první z církevních otců systematicky psal o Panně Marii a otevřeně popsal její roli v ekonomii spásy. Ambrož Milánský (339–397) založil úctu k Marii nejen na jejím panenství, ale také na její mimořádné odvaze.
Ve středověku Bernard z Clairvaux vyzdvihoval její panenství a pokoru jako základ její úcty. Zvláště významným přínosem pro mariologii byl Jan Duns Scotus, který ve 13. století hájil učení o Neposkvrněném početí. Scotus identifikoval klíčové teologické základy, které o několik století později vedly k vyhlášení dogmatu o Neposkvrněném početí.
V 16. století Ignác z Loyoly pověřil jezuity, aby uchovávali Madonu della Strada, která byla později uložena v kostele Il Gesù v Římě. Filippo Neri, Ignácův současník, se zasloužil o zavedení každodenních mariánských pobožností v měsíci květnu.
Alfons Maria z Liguori ve své klasické knize Sláva Mariina vysvětlil, jak Bůh dal Marii lidstvu jako „bránu do nebe“, a citoval Bonaventuru: „Nikdo nemůže vstoupit do nebe jinak než skrze Marii, jakoby dveřmi.“ Kniha Ludvíka z Montfortu O pravé mariánské úctě syntetizovala mnohé ze spisů dřívějších světců. Jeho přístup „úplného zasvěcení se Ježíši Kristu skrze Marii“ měl silný vliv na mariánskou úctu jak v lidové zbožnosti, tak ve spiritualitě řeholních institutů.

## Svátky
Hlavní článek: Mariánské svátky
Nejstarší křesťanské svátky, které se vztahují k Marii, vyrostly z cyklu svátků, které oslavovaly Ježíšovo narození. V 7. století se v italských kostelích v Miláně a Ravenně těsně před Vánocemi slavil svátek zasvěcený Marii. Postupem času se počet svátků (a s nimi spojených titulů Panny Marie) a úcty k nim rozšířil a dnes má katolická církev více mariánských svátků, titulů a úcty k nim než kterýkoli jiný křesťanský subjekt. Mariánské svátky se v katolické církvi dále rozvíjely, např. svátek Mariina království vyhlásil v roce 1954 papež Pius XII. v papežské encyklice Ad Caeli Reginam.

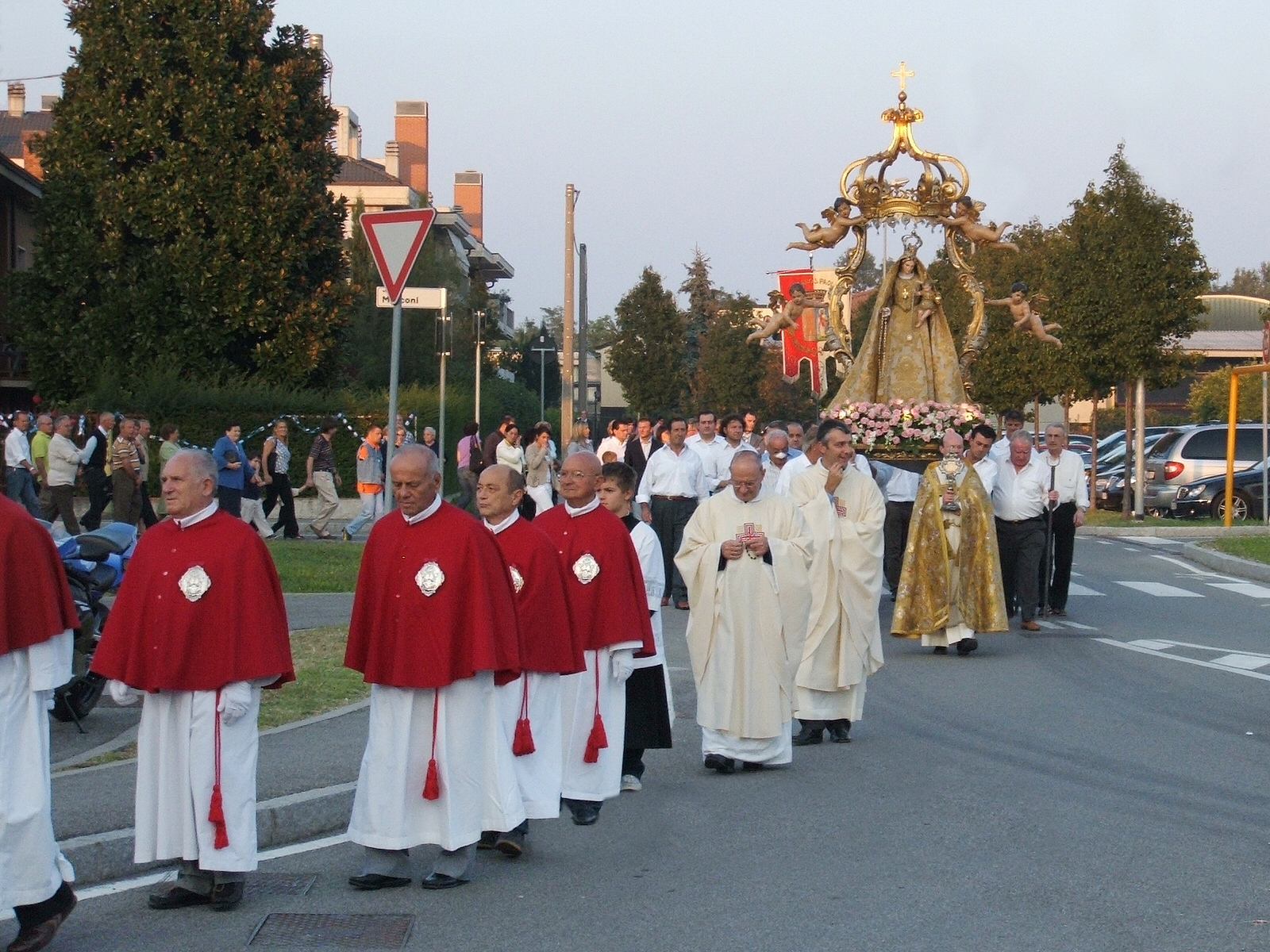
Procesí na svátek Panny Marie Růžencové v říjnu v italském Bergamu

Kateřina Sienská, přijala zvyk zasvěcovat sobotu Marii. Měsíc říjen byl papežem Lvem XIII. ustanoven jako „měsíc růžence“, který doporučil každodenní růžencovou pobožnost v říjnu.
Během května se v mnoha katolických oblastech konají májové pobožnosti k Panně Marii. Mohou zahrnovat zpěv mariánských hymnů, korunování soch Panny Marie květinovými věnci, čtení z Písma, kázání nebo vystoupení místních pěveckých sborů. Tento měsíc je také spojen s úvahami o roli Panny Marie jako ideální učednice, která osvětluje křesťanský způsob života, a teolog Karl Rahner prohlásil: „Když se věnujeme májové pobožnosti, zapojujeme se do křesťanského chápání lidské situace“.

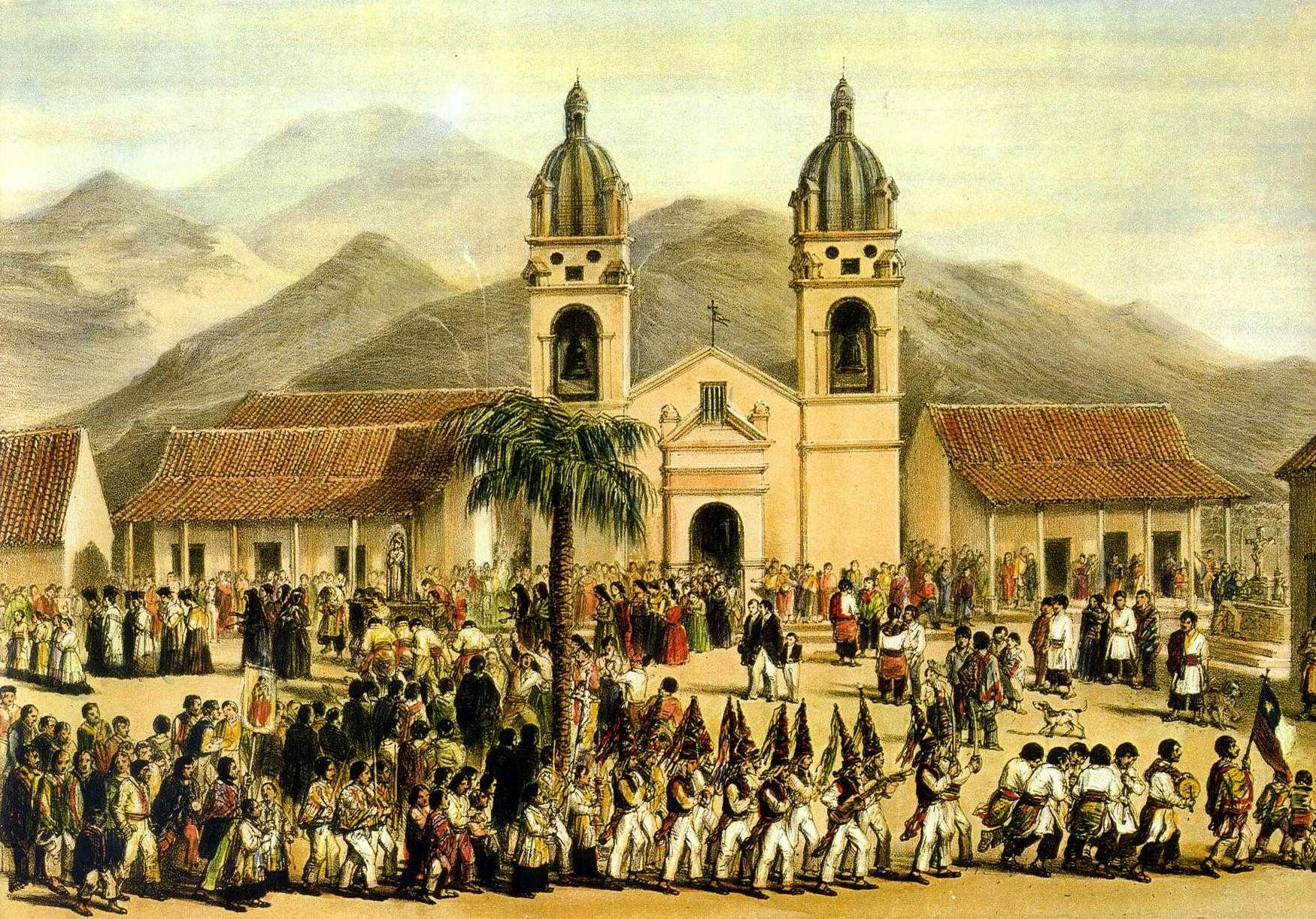
Procesí na svátek Panny Marie Andacolské v Chile, 1838

Římskokatolická církev slaví během liturgického roku tři mariánské slavnosti, které jsou v mnoha zemích zároveň závaznými zasvěcenými svátky (v liturgickém pořadí):
- 1. ledna Matky Boží, Panny Marie (Liturgická slavnost)
- 15. srpna Nanebevzetí Panny Marie (Liturgická slavnost)
- 8. prosince Panny Marie počaté bez poskvrny prvotního hříchu (Liturgická slavnost)

Mezi další významné mariánské svátky a památky ve Všeobecném římském kalendáři katolické církve patří:
- 11. února Panna Maria Lurdská (Nezávazná liturgická památka)
- 13. května Panna Maria Fátimská (Nezávazná liturgická památka)
- 31. května Navštívení Panny Marie (Liturgický svátek)
- Neposkvrněné Srdce Panny Marie (sobota po Nejsvětějším Srdci Ježíšově) (Liturgická památka)
- 22. srpna Panna Maria Královna (Liturgická památka)
- 8. září Narození Panny Marie (Liturgický svátek)
- 12. prosince Panna Maria Guadalupská (Nezávazná památka)

## Tituly
Hlavní článek: Tituly Panny Marie

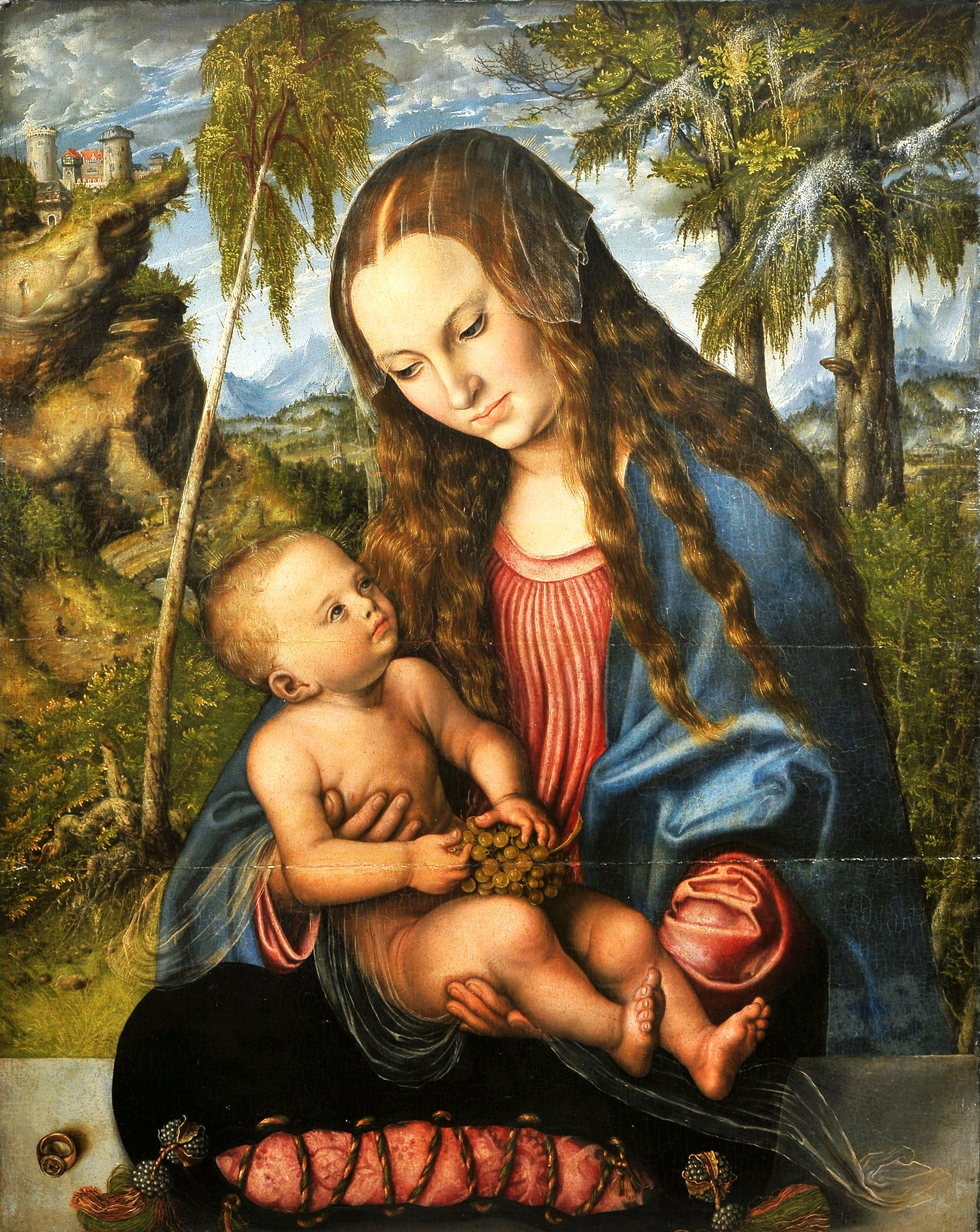
Panna Maria je zobrazena jako matka s dítětem Ježíšem v náručí. Arcidiecézní muzeum, Wrocław.

Římští katolíci používají velké množství titulů k poctě Panny Marie nebo k prosbě o její přímluvu. Zatímco Mater Dei (tj. „Matka Boží“, jak potvrdil první Efezský koncil v roce 431) je běžná v latině, římští katolíci používají velké množství dalších titulů – mnohem více než ostatní křesťané.
Tituly, které se v dějinách používaly k označení Panny Marie, někdy odrážejí měnící se postoje k ní. Domina (paní), Regina (královna) a Stella Maris (hvězda mořská) jsou některé z raných titulů Marie, z nichž Regina je nejstarší. Domina a Sella Maris se objevují u Jeronýma, který je pravděpodobně původcem etymologie Marie jako Stella Maris v 5. století. Zatímco v počátcích byl ve Stella Maris kladen důraz na Marii jako hvězdu, která porodila Krista, v 9. století se pozornost soustředila na Marii samotnou, jak naznačuje hymnus Ave Maris Stella. V 11. století se sama Maria objevila jako hvězda, která působí jako světlo, jež nás vede. Ve 13. století, kdy se mariologie rozvíjela, Antonín Paduánský složil skladbu Marie Královna. Tituly se nadále interpretují, například Královna nebeská byla dále rozvedena v roce 1954 v papežské encyklice Ad Caeli Reginam papeže Pia XII.
Mezi nejvýznamnější římskokatolické mariánské tituly patří:
- Maria, Matka Boží
- Maria, Neposkvrněné početí
- Maria, Královna nebes
- Královna andělů
- Královna míru
- Hvězda mořská (Stella Maris)
- Panna Maria Sedmibolestná

## Hudba
Hlavní články: Katolická mariánská hudba a Hymny k Panně Marii

### Antifony
Liturgie hodin (Denní modlitba církve) zahrnuje několik zpívaných oficií, mezi nimiž je i kompletář. Na závěr tohoto oficia se zpívá jedna ze čtyř mariánských antifon. Tyto zpěvy, Alma redemptoris mater, Ave Regina caelorum, Regina caeli a Salve Regina, byly popsány jako „jedny z nejkrásnějších výtvorů pozdního středověku“.
Jednou z prvních mariánských skladeb je oblíbená latinská Salve Regina od benediktinského mnicha, která existuje v několika gregoriánských verzích. Hermann z Reichenau (18. července 1013 – 24. září 1054) složil Alma redemptoris mater a hymny k Panně Marii se staly součástí každodenního života v klášterech, jako je benediktinské opatství Cluny ve Francii.
Ačkoli je datum vzniku Ave Regina caelorum nejisté, zdá se, že domněnka, že vzniklo před čtvrtým stoletím, nemá žádné vnější ani vnitřní důkazy. Nachází se ve svatoalbánské knize z dvanáctého století, přičemž Regina caeli je vysledována až do dvanáctého století.
Je obtížné vysledovat počátek jiné než gregoriánské mariánské liturgické hudby. V roce 1277 papež Mikuláš III. předepsal pravidla pro liturgii v římských kostelech. V Graduale Romanum jsou Kyriale IX a X určeny pro mariánské svátky. V průběhu staletí se stále objevují mariánská mistrovská díla, například Mozartova Korunovační mše. Seznam skladeb Giovanniho Pierluigiho da Palestriny zahrnuje řadu mariánských mší: Salve Regina, Alma Redemptoris, Assumpta est Maria, Regina caeli, de beata Virgine, Ave Regina caelorum, Descendit Angelus Domini a O Virgo simul et Mater. Joseph Haydn napsal několik mariánských skladeb včetně dvou slavných mariánských mší.
Mezi mariánské písně patří Ó, Maria, dnes tě květy korunujeme (angl. O Mary, we Crown Thee With Blossoms Today), Zdrávas, Královno nebeská (angl. Hail Queen of Heaven, the Ocean Star), Regina Caeli a Ave Maria.

## Modlitby
Viz též: Mariánské litanie, Litanie loretánská
Autorka Emily Shapcoteová ve své knize Mary the Perfect Woman uvádí 150 mariánských básní a chvalozpěvů. Tyto modlitby a básně sahají až do 3. století, ale prudký rozvoj zaznamenaly v 11. a 12. století. Z tohoto období středověku pocházejí některé z nejlepších básní napsaných ke cti Blahoslavené Panny.
„Pro mimořádnou spolupráci Panny Marie na působení Ducha svatého se církev ráda modlí ve společenství s ní, aby s ní velebila veliké věci, které Bůh v ní vykonal, a aby jí svěřovala prosby i chvály.“
Nejstarší známou mariánskou modlitbou je modlitba Sub tuum praesidium neboli Pod ochranu tvou, jejíž text byl znovuobjeven v roce 1917 na papyru v Egyptě datovaném do roku 250. Papyrus obsahuje modlitbu v řečtině a je nejstarší známou zmínkou o titulu Theotokos (potvrzenou Efezským koncilem v roce 431):
„K tvému soucitu se utíkáme, Matko Boží, nepohrdej našimi prosbami v čase soužení, ale zachraň nás z nebezpečí, jediná čistá, jediná požehnaná.“
(Verze v současné češtině zní:
„Pod ochranu tvou se utíkáme, svatá Boží Rodičko. Neodmítej naše prosby v našich potřebách, ale ode všeho nebezpečí vysvoboď nás vždycky, Panno slavná a požehnaná!“)
Malé oficium Panny Marie vzniklo pravděpodobně jako klášterní pobožnost někdy v polovině 8. století a je variací na Společné modlitby Panny Marie v Liturgii hodin (Božské oficium). Možná byla původně sestavena tak, aby se modlila v souvislosti s votivními sobotními mšemi k Panně Marii, které sepsal Alkuin, liturgický mistr na dvoře Karla Velikého. Malé oficium se začalo všeobecně používat až v desátém století.
V 11. století se s rostoucím počtem klášterů rozšiřovaly i mariánské modlitby. Přibližně před rokem 1050 není o modlitbě Zdrávas Maria jako o uznávané zbožné formuli téměř žádná stopa. Vše nasvědčuje tomu, že vznikla na základě některých veršů a responsorií, které se objevují v Malém oficiu nebo Kursu blahoslavené Panny Marie, který se právě v té době dostával do obliby mezi mnišskými řády. Dva anglosaské rukopisy v Britském muzeu, z nichž jeden může být starý až do roku 1030, ukazují, že slova „Ave Maria“ atd. a „benedicta tu in mulieribus et benedictus fructus ventris tui“ se vyskytovala téměř ve všech částech Cursus, a i když není jasné, zda tyto klauzule byly zpočátku spojeny dohromady tak, aby tvořily jednu modlitbu, existují přesvědčivé důkazy, že se tak stalo až o něco později. Pokud jde o přidání slova „Ježíš“, běžně se říká, že se tak stalo z iniciativy papeže Urbana IV (1261), ačkoli důkazy se nezdají být dostatečně jasné, aby opravňovaly k pozitivnímu tvrzení v této věci. Tuto modlitbu znal Tomáš Akvinský, když v roce 1273 přednesl postní kázání na téma „Pozdravení blahoslavené Panny Marie“. Ve čtrnáctém století nebylo neobvyklé, že byla zakončena prosbou za hříšníky a zejména za pomoc v hodině smrti. Oficiálního uznání se Ave Maria ve své úplné podobě konečně dočkala v římském breviáři z roku 1568.

Anděl Páně, 1857–1859, Jean-François Millet

Tři Zdrávasy je tradiční římskokatolická pobožnost, při níž se odříkávají tři Zdrávasy jako prosba za čistotu a další ctnosti. Praxe odříkávání tří Zdrávasů večer někdy kolem západu slunce se v první polovině čtrnáctého století rozšířila po celé Evropě a v roce 1318 ji doporučil papež Jan XXII. Tuto praxi dodržovali františkáni a nakonec se z ní vyvinula modlitba Anděl Páně.
Anděl Páně je modlitba připomínající Vtělení. Vznikla v 11. století jako klášterní zvyk odříkávat tři Zdrávasy během večerního zvonění neboli klekání. Tradičně se recitovala v římskokatolických kostelech, konventech a klášterech třikrát denně: 6:00, 12:00 a 18:00 a obvykle je doprovázeno zvoněním zvonu Anděl Páně, který je výzvou k modlitbě.
Ve 12. století Bernard z Clairvaux pronesl kázání (De duodecim stellis), z něhož římskokatolická církev převzala výňatek a používá ho v kajících bohoslužbách a Sedmero bolestí. Svatý Bernard napsal: „Vezměte Marii, tuto mořskou hvězdu, moře vskutku veliké a široké: co zůstane, než obklopující temnota a stín smrti a nejhustší čerň?“ Existují zbožné meditace Ave Maria a Salve Regina, které se obvykle připisují buď svatému Anselmovi z Luccy (zemř. 1080), nebo svatému Bernardovi; a také ve velké knize „De laudibus B. Mariae Virginis“ (Douai, 1625) od Richarda de Saint-Laurent.
Mezi další známé mariánské modlitby patří Magnificat a Litanie k Panně Marii.
Většinou anonymní středoanglická lyrika pozdního středověku ukazuje vášnivé formy osobního uctívání, známé jako afektivní zbožnost. Texty odrážející teologii zobrazují Marii nejen jako ženu, ale také jako ideál, o který by mělo usilovat celé lidstvo.
Mariina pokora je jednou z vlastností, na které upozorňuje středověká anglická lyrika. Text „Gabriel, from hevenë king/ sent to the maidë swetë“ je vynikajícím příkladem Mariiny pokory. Autor textu na tomto tématu staví v průběhu celého textu. Druhá strofa „Mildëliche him gan answere/ The midlë maiden thannë“. Téma pokory je plně rozvinuto ve třetí strofě;
When the maiden understood/ And th’angles wordës herdë,/ Mildëliche with mildë mod/ To th’angel she answerdë:/ ‘Our Lordës thew-maiden i-wis/ Ich am, that her-aboven is./ Anentës me/ Fulforthëd be/ Thy, sawë;/ That Ich, sithe His wil is,/ Maiden, withouten lawë,/ Of moder have the blis.

## Pobožnosti
Hlavní článek: Mariánská úcta
Viz též: Růženec a Škapulíř

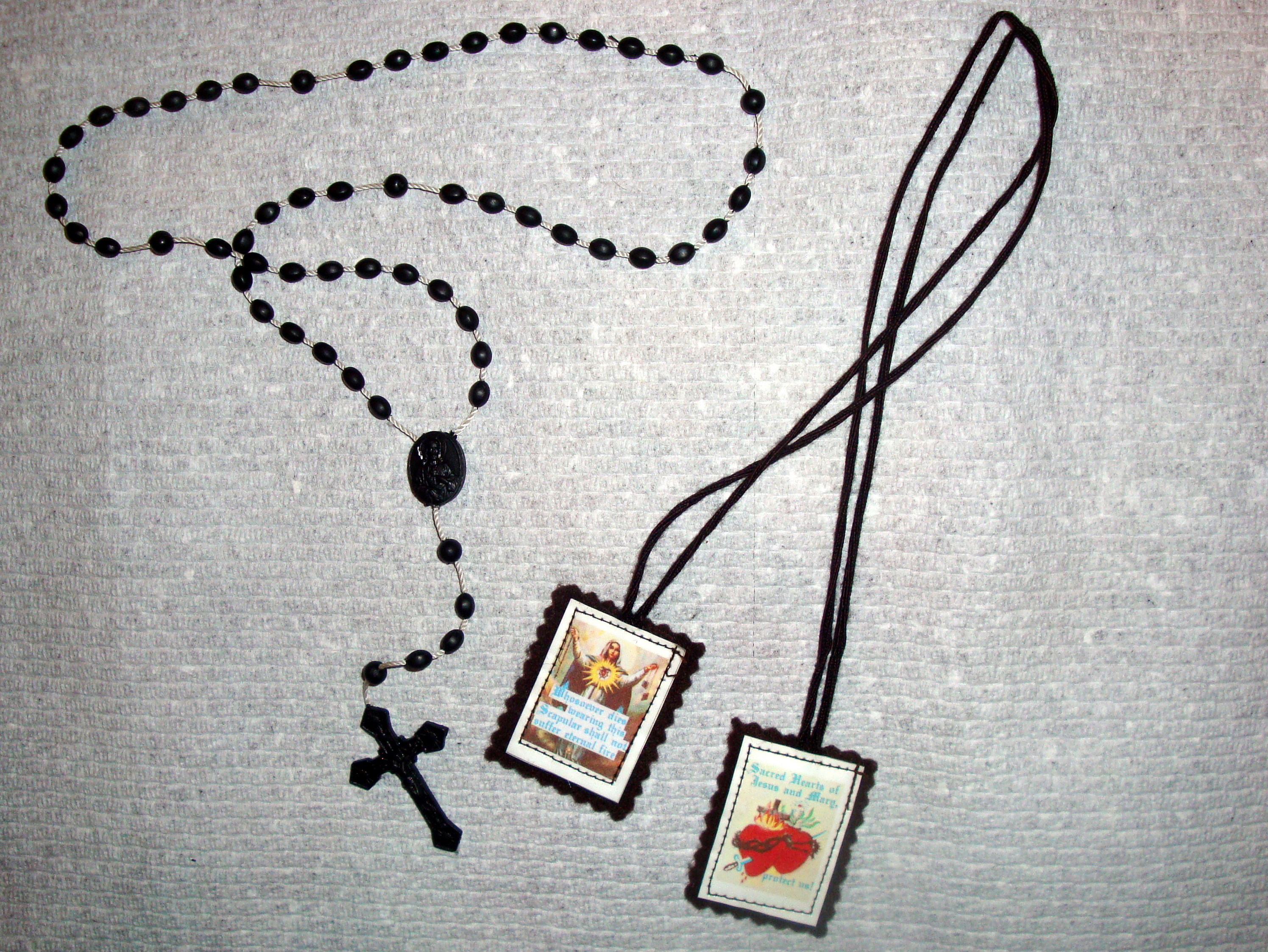
Růženec a škapulíř Panny Marie z hory Karmel

Termínem „pobožnost“ se běžně označují ty vnější úkony zbožnosti, jimiž se projevuje víra jednotlivce. Takové modlitby nebo úkony mohou být doprovázeny konkrétními prosbami o Mariinu přímluvu u Boha. Úcta k Panně Marii se však nerovná bohoslužbě – ta je vyhrazena Bohu.
Katolíci konají celou řadu mariánských pobožností, od prostého odříkávání růžence přes oficiální novény až po aktivity, které nezahrnují žádné modlitby, jako je nošení škapulířů nebo péče o mariánskou zahradu. Dvě známé mariánské pobožnosti jsou modlitba růžence a nošení hnědého škapulíře. Po jejich společném rozmachu v 18. a 19. století si růženec a zbožný škapulíř získaly na počátku 20. století mezi katolíky po celém světě tak silné zastánce, že Katolická encyklopedie z roku 1914 uvádí: „Růženec a škapulíř jsou v současné době tak rozšířeny, že je možné, že se jim věnují všichni.“ Ve své encyklice Rosarium Virginis Mariae papež Jan Pavel II. zdůraznil význam růžence, a doplnil: „Stejně jako růženec se i hnědý škapulíř stal znamením zbožných katolíků.“ Mariologický základ škapulířové pobožnosti je fakticky stejný jako mariánské zasvěcení, o němž pojednává dogmatická konstituce Lumen gentium II. vatikánského koncilu, totiž role Panny Marie jako „matky pro nás v řádu milosti“, která jí umožňuje přimlouvat se za „dar věčné spásy“. Tentýž koncilní dekret objasnil, že mnohé způsoby, jimiž nás Maria může povzbuzovat a pomáhat nám, „nic neubírají ani nepřidávají důstojnosti a účinnosti Krista, jediného Prostředníka“.
Římskokatolická tradice zahrnuje konkrétní modlitby a pobožnosti jako skutky zadostiučinění Panně Marii za urážky, které utrpěla. Římskokatolická modlitební kniha Raccolta (schválená dekretem z roku 1854 a vydaná Svatým stolcem v roce 1898) obsahuje řadu takových modliteb. Tyto modlitby nezahrnují prosbu za žijícího nebo zemřelého příjemce, ale mají za cíl napravit hříchy druhých vůči Panně Marii.

### Zasvěcení a svěření Panně Marii
Hlavní článek: Zasvěcení a svěření Panně Marii
Mariánské pobožnosti mezi římskými katolíky zahrnovaly po staletí mnoho příkladů osobních nebo kolektivních úkonů zasvěcení a svěření Panně Marii; v této souvislosti se používaly latinské termíny oblatio, servitus, commendatio a dedicatio.
Katolická církev jasně říká, že „věřící by měli být pečlivě poučeni o praxi zasvěcení Panně Marii ... ve skutečnosti se jedná pouze o analogické ,zasvěcení Bohuʻ a mělo by být vyjádřeno správným liturgickým způsobem: Otci skrze Krista v Duchu svatém s prosbou o přímluvu Panny Marie, které se zcela svěřujeme, abychom dodržovali své křestní závazky a žili jako její děti“.
Jednotlivci, kteří prohlašují, že se „svěřují“ Marii, hledají její přímluvu u Boha prostřednictvím jejího syna Ježíše Krista, protože ona sama nemá žádnou božskou moc. V katolickém učení zasvěcení se Panně Marii nezmenšuje ani nenahrazuje lásku k Bohu, nýbrž ji posiluje, neboť každé zasvěcení se nakonec děje Bohu.
V moderní době papež Jan Pavel II. objasnil zasvěcení Panně Marii ve své encyklice Redemptoris mater z roku 1987, v níž uvedl: „Mariino mateřství ... je dar, který sám Kristus osobně dává každému člověku.“

## Katolický pohled na mariánská zjevení
Hlavní článek: Mariánská zjevení

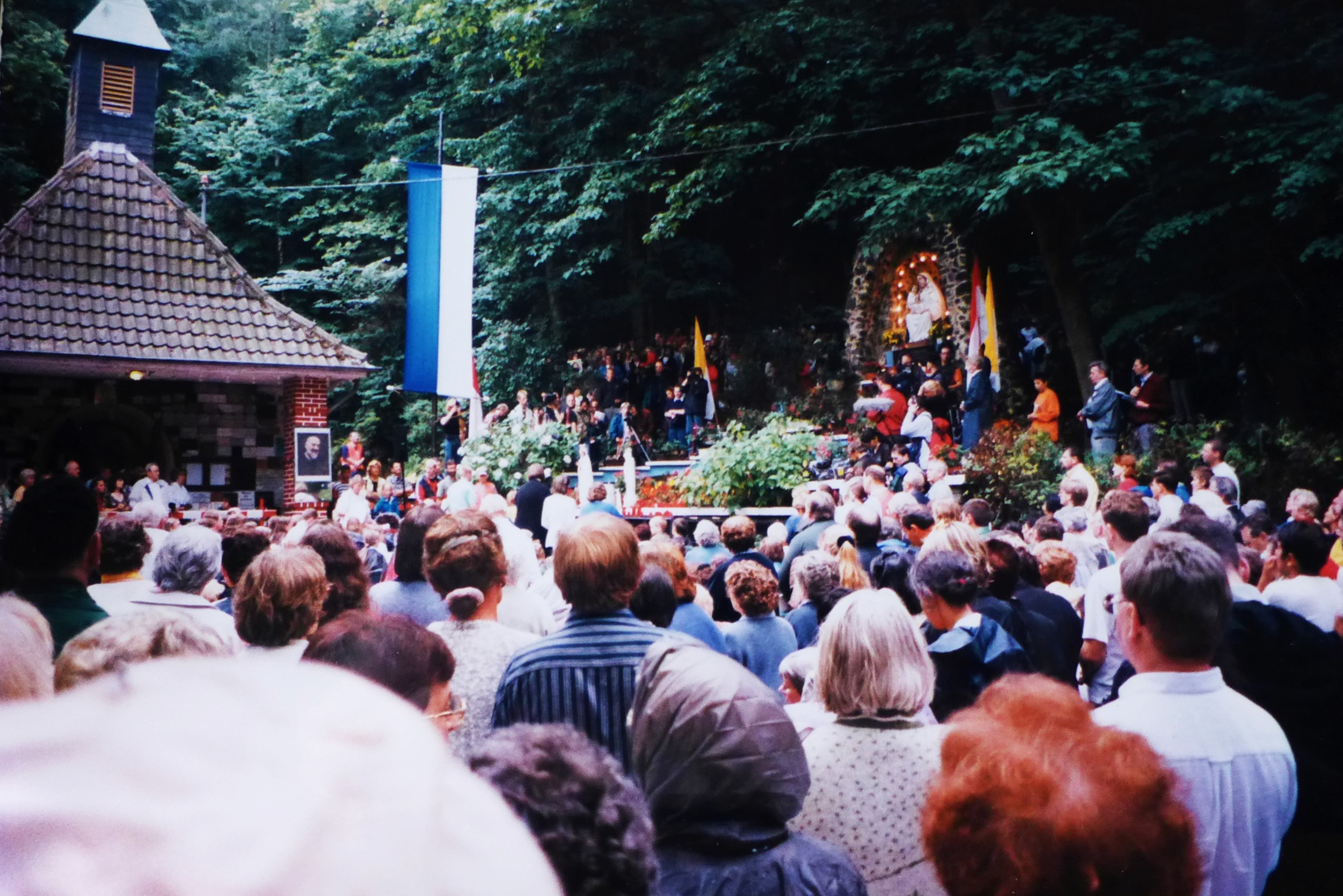
V německém Marpingenu se prý Panna Maria zjevila třem skupinám vizionářů několikrát: v letech 1876–1877, pak v letech 1934–1936 a nakonec v roce 1999. Vyšetřování, které po posledním zjevení vedl trevírský biskup, dospělo v roce 2005 k závěru, že „nelze potvrdit, že by události v Marpingenu byly nadpřirozeného původu“.

Věřící zaznamenali mnoho mariánských zjevení, včetně Panny Marie Lurdské, Panny Marie Guadalupské a Panny Marie Fátimské. V některých případech (např. Alexandrina Balazarská, Otec Pio nebo Maria Pierina De Micheli) se jednalo o vidění Ježíše a Marie a někdy obsahovala i mluvený prvek.
Oficiální stanovisko Svatého stolce zní, že Svaté oficium sice schválilo několik zjevení Panny Marie, ale římští katolíci jako celek jim nemusí věřit. Mnoho katolíků však vyjadřuje víru v mariánská zjevení. Patří k nim i papežové. Např. papež Pius XII., papež Jan XXIII., papež Pavel VI., papež Jan Pavel II., papež Benedikt XVI. a papež František podpořili zjevení Panny Marie ve Fátimě jako nadpřirozené. Papež Jan Pavel II. byl k Fátimě obzvláště připoután a připisoval Panně Marii Fátimské záchranu svého života poté, co byl v květnu 1981 na svátek Panny Marie Fátimské v Římě postřelen. Kulku, která ho v ten den zranila, daroval římskokatolické svatyni ve Fátimě v Portugalsku.
Historicky se zdá, že vatikánské schválení ve většině případů následovalo po všeobecném přijetí vize o více než sto let. Podle Salvatora M. Perrelly z Papežského institutu Mariunum v Římě bylo z 295 hlášených zjevení, která Svatý stolec v průběhu staletí zkoumal, schváleno pouze 12. Poslední z nich bylo schváleno v květnu 2008.

## Úcta skrze mariánské umění
Hlavní článek: Mariánské umění v katolické církvi

Apoteóza Panny Marie (kolem 1490–1495), autor Geertgen tot Sint Jans

Tradice uctívání Panny Marie uctíváním jejích obrazů sahá až do 3. století. Po období obrazoborectví byl postoj církve k uctívání obrazů formalizován na druhém nicejském koncilu v roce 787. Na tomto koncilu se uctívání obrazů stalo součástí církevní tradice. Shrnutí nauky je obsaženo v Katechismu katolické církve.
Křesťanská úcta obrazů neodporuje prvnímu přikázání, které zakazuje modly. Vždyť „úcta prokazovaná obrazu patří tomu, koho obraz představuje“, a „kdo uctívá obraz, uctívá v něm osobu, která je na něm namalována“. Čest vzdávaná posvátným obrazům je „zbožná úcta“, a nikoliv klanění, které přísluší jen Bohu. „Kultovní úkony se neobracejí k obrazům jako takovým, nýbrž nakolik slouží ke zpodobení vtěleného Slova. A tak hnutí mysli, které se obrací k obrazu jako obrazu, se nezastaví u něho, nýbrž směřuje ke skutečnosti, kterou představuje.“
Žádný jiný obraz (ani v západní, ani ve východní církvi) nepronikl do křesťanského umění tolik jako obraz Madony s dítětem. Obrazy Panny Marie se staly ústředními ikonami římského katolicismu a východního pravoslaví, kde Maria zůstává ústředním uměleckým tématem. Byzantské obrazy Theotokos byly převzaty na Západě, kde se byzantské předlohy rozšířily do 7. století. Panna Maria byla jedním z hlavních námětů křesťanského umění, katolického umění a západního umění již od dob raného křesťanství a byla velmi hojně zobrazována v ikonických „portrétech“, často známých jako Madony, s malým Ježíškem v Madoně s dítětem a v řadě narativních scén z jejího života známých jako Život Panny Marie, stejně jako ve scénách ilustrujících určité nauky nebo víry: od mistrů jako Michelangelo, Rafael, Murillo a Botticelli až po lidové umění.
Mezi mariánská umělecká témata patří:
- Zvěstování
- Klanění mudrců
- Klanění pastýřů
- Nanebevzetí Panny Marie v umění
- Korunování Panny Marie
- Kristus se loučí se svou matkou
- Neposkvrněné početí
- Pieta

Mariánské umění se těší značné rozmanitosti, např. na různých kontinentech se vyskytují různé styly soch Panny Marie (jak je znázorněno v galeriích římskokatolického mariánského umění). Tato vyobrazení se neomezují pouze na evropské umění a objevují se také v jihoamerických malbách. Jihoamerická tradice mariánské úcty prostřednictvím umění sahá až do 16. století, přičemž Panna Marie z Copacabany se proslavila v roce 1582.

## Mariánská hnutí a společenství
Hlavní článek: Katolická mariánská hnutí a společenství
V průběhu staletí vedla úcta k Panně Marii u římských katolíků ke vzniku řady římskokatolických mariánských hnutí a společenství, která je také ovlivňovala. Tyto společnosti tvoří součást struktury římskokatolické mariologie. Již v 16. století Svatý stolec podpořil Družinu Panny Marie (Sodalie Panny Marie) a Řehoř XIII. vydal papežskou bulu, v níž ji pochválil, udělil jí odpustky a ustanovil ji jako mateřskou družinu, a následně vznikly další mariánské družiny.
V 18. a 19. století vznikla řada mariánských misijních organizací, jako například Montfortská Mariina společnost (Societas Mariae Montfortana), Marianisté, Otcové maristé (Societas Mariae) a Školští bratři maristé (Institutum Fratrum Maristarum a Scholis o Institutum Parvulorum Fratrum Mariae). Někteří z těchto misionářů, například P. Petr Chanel, byli na svých cestách do nových zemí umučeni. 20. století bylo svědkem vzniku mariánských organizací s miliony členů, například Mariánské legie (Legio Mariae) a Modré armády Panny Marie Fatimské (Světový fatimský apoštolát).

## Mariánské svatyně a patrocinia
Hlavní článek: Svatyně Panny Marie
Viz též: Katolické mariánské církevní stavby

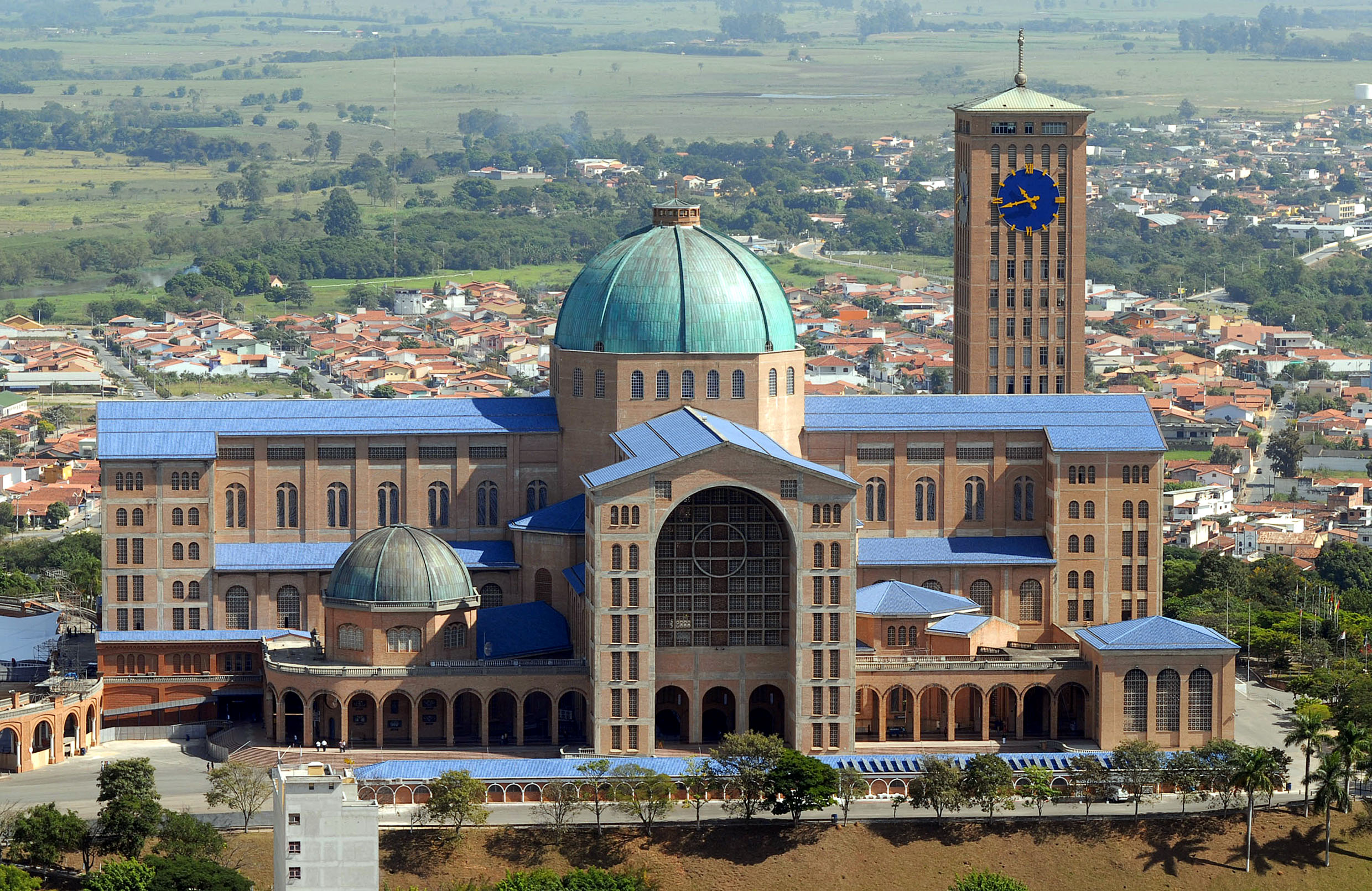
Mariánská Bazilika Panny Marie z Aparecidy v Brazílii, největší kostel na americkém kontinentě.

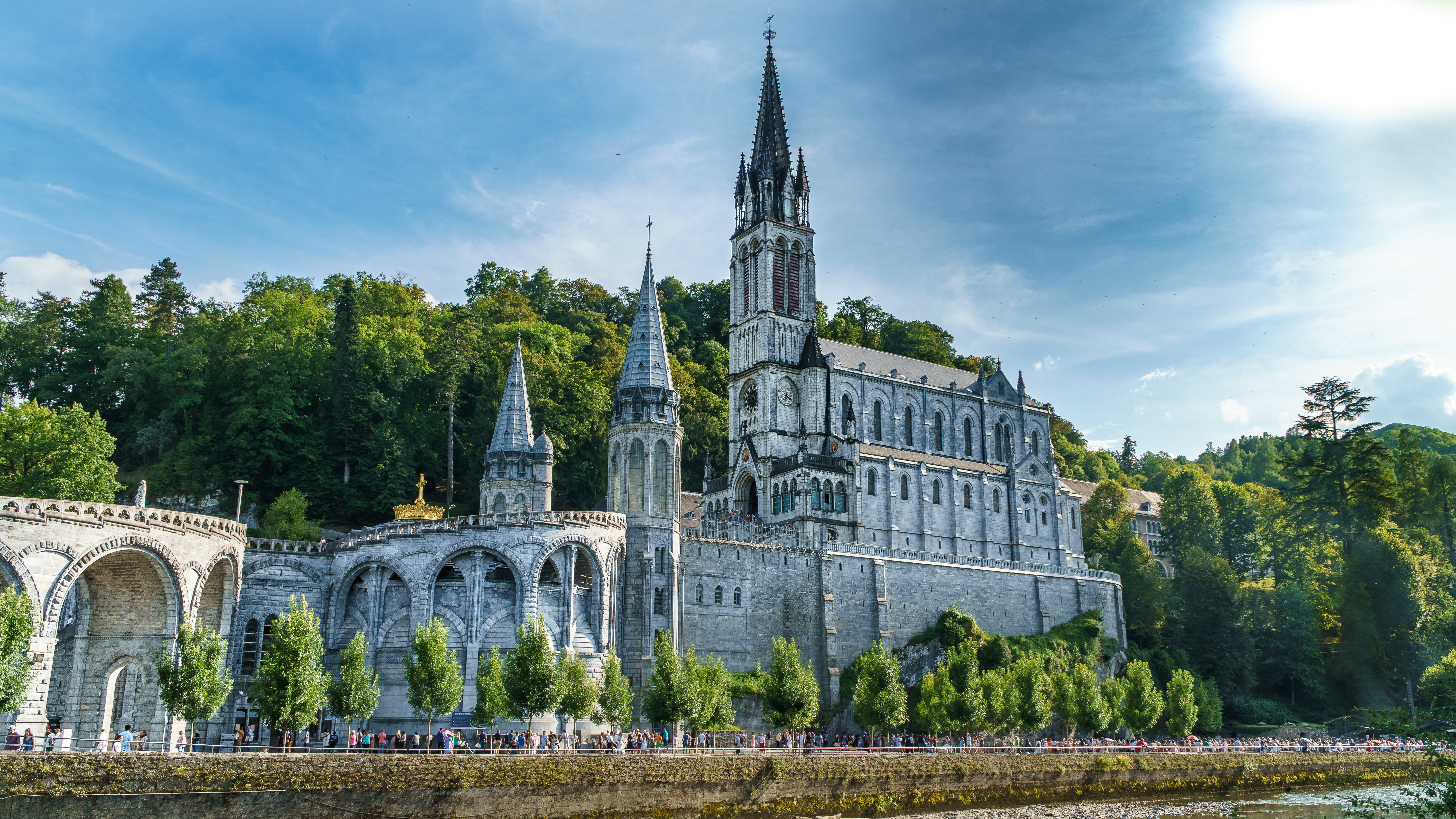
Bazilika Neposkvrněného početí ve francouzských Lurdech.

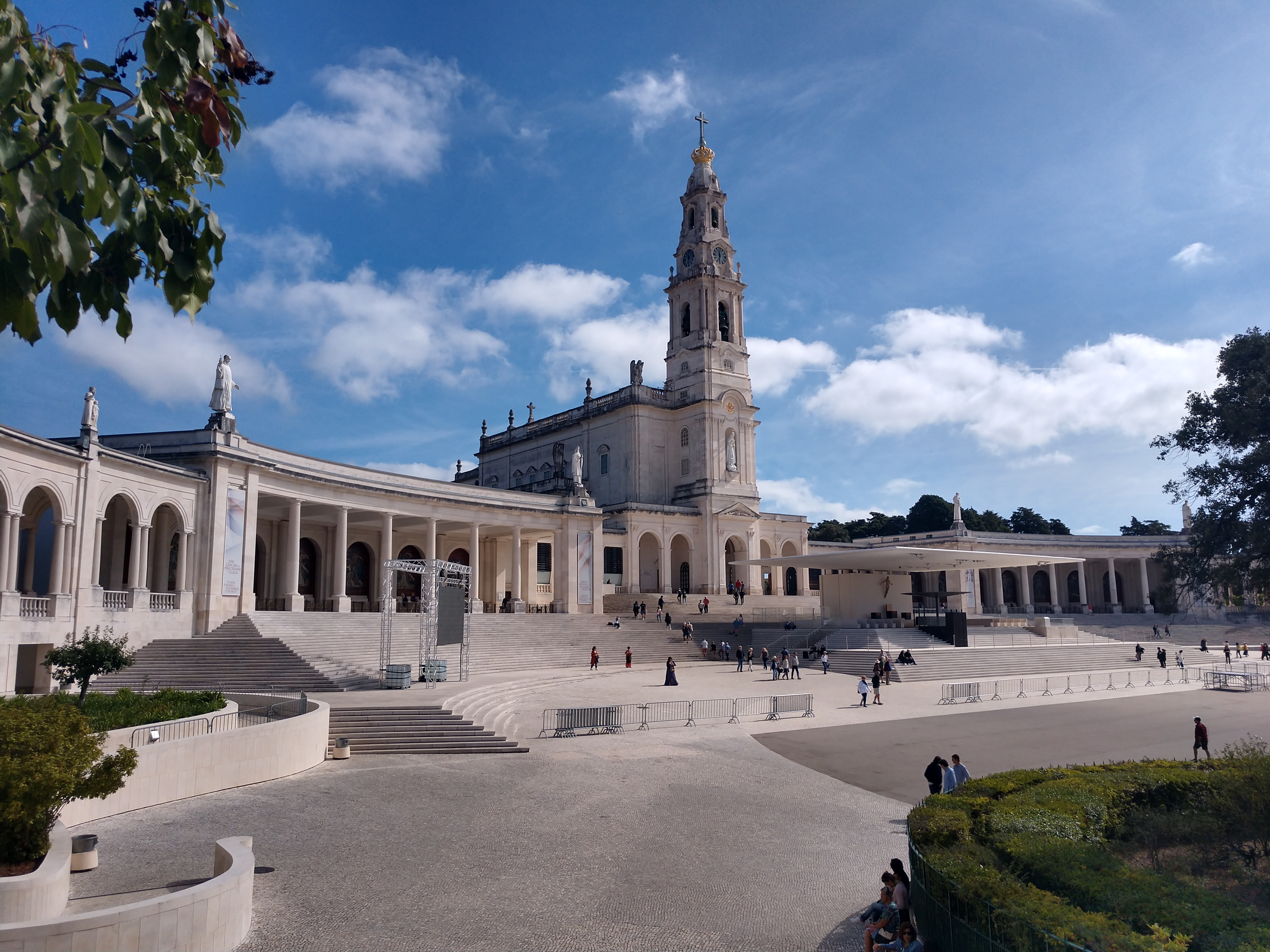
Bazilika Panny Marie Růžencové ve Fátimě v Portugalsku.

V římskokatolické církvi je svatyně kostel nebo posvátné místo, které přijímá mnoho věřících poutníků z určitého zbožného důvodu. Svatyni musí schválit místní ordinář.
Mariánské svatyně jsou pro římské katolíky hlavními centry úcty a poutními místy. Podle biskupa Francesca Giogii byla na konci 20. století nejnavštěvovanější katolickou svatyní na světě svatyně Panny Marie Guadalupské v Mexico City. Na druhém místě byla svatyně San Giovanni Rotondo spojená s životem sv. Padre Pia z Pietrelciny, která je zasvěcena tomuto světci. Na třetím místě pak byla Panna Maria z Aparecidy v Brazílii. Vizuální efekt mariánských poutí může být dramatický, např. 13. května a 13. října každého roku projde venkovskou cestou vedoucí ke svatyni Panny Marie ve Fátimě téměř milion katolických poutníků. Kolem dvou milionů poutníků putuje 12. prosince každého roku na kopec Tepeyac, aby navštívili baziliku Panny Marie Guadalupské. Zatímco v roce 1968 do Aparecidy přicházely asi čtyři miliony poutníků, od té doby se jejich počet vyšplhal až na osm milionů ročně.
Mezi hlavní mariánské svatyně patří:
- Svatyně Panny Marie Lurdské v Lurdech, Francie
- Bazilika Panny Marie Guadalupské v Mexico City v Mexiku
- Svatyně Panny Marie Fátimské ve Fátimě v Portugalsku
- Bazilika Panny Marie Dobrého zdraví ve Vailankanni, Indie
- Bazilika Panny Marie z Peñafrancia v Naga City na Filipínách
- Bazilika Svatého domu v Loretu, Itálie
- Svatyně Černé Madony Čenstochovské v Čenstochové, Polsko
- Bazilika Panny Marie, Královny Irska v Knocku, Irsko
- Bazilika Panny Marie Ta' Pinu na ostrově Gozo na Maltě.

Existují i další mariánská poutní místa, jako je Medžugorje, které není Svatým stolcem považováno za svatyni, ale přesto do něj každoročně přichází velké množství poutníků. Počet poutníků, kteří každoročně navštíví některé schválené svatyně, může být značný. Např. do Lurd, kde žije asi 15 000 obyvatel, přijíždí každoročně asi 5 milionů poutníků. V roce 1881 objevil francouzský kněz Julien Gouyet, veden viděním Ježíše a Marie Anny Kateřiny Emmerichové (Clemens Brentano, 1852), dům Panny Marie poblíž Efezu v Turecku.
Řada zemí, měst a profesí považuje Pannu Marii za svou patronku. Jejich seznam naleznete v části Patronát Panny Marie.

## Kulturní adaptace
V návaznosti na byzantské zobrazení Krista Pantokratora východní církev zobrazovala Marii jako královnu nebes. Jak se toto téma šířilo na Západ, vznikaly modlitby jako Regina caeli, Ave Regina caelorum a Salve Regina.
Příkladem kulturní adaptace perspektivy je pohled na Pannu Marii jako na pokornou matku (spíše než jako na nebeskou královnu), když františkáni začali kázat v Číně, a její podobnost s místní čínskou mateřskou a milosrdnou postavou Kuan-jin, která byla v jižní Číně velmi obdivována. Dalším příkladem je vyprávění Juana Diega o zjevení Panny Marie Guadalupské v roce 1531 jako opálené aztécké princezny, která mluvila místním jazykem nahuatl. Oděv obrazu Panny Guadalupské byl identifikován jako oděv aztécké princezny.
Jiné názory, například na Pannu Marii jako na „divotvůrkyni“, existují již po staletí a v roce 2015 je stále zastává mnoho katolíků. Příkladem je Černá Madona z Čenstochové, která je stále uctívána jako patronka Polska, a Panna Maria Lurdská – do Lurd přicházejí ročně miliony poutníků. Vatikán se však obecně zdráhá schvalovat novodobé zázraky, pokud nebyly podrobeny rozsáhlé analýze a zkoumání.